# جورج د. ميلر
جورج د. ميلر (بالإنجليزية: George D. Miller)‏ هو ضابط أمريكي، ولد في 5 أبريل 1930 في ماكيسبورت في الولايات المتحدة.